# Breukelen (Utrecht)

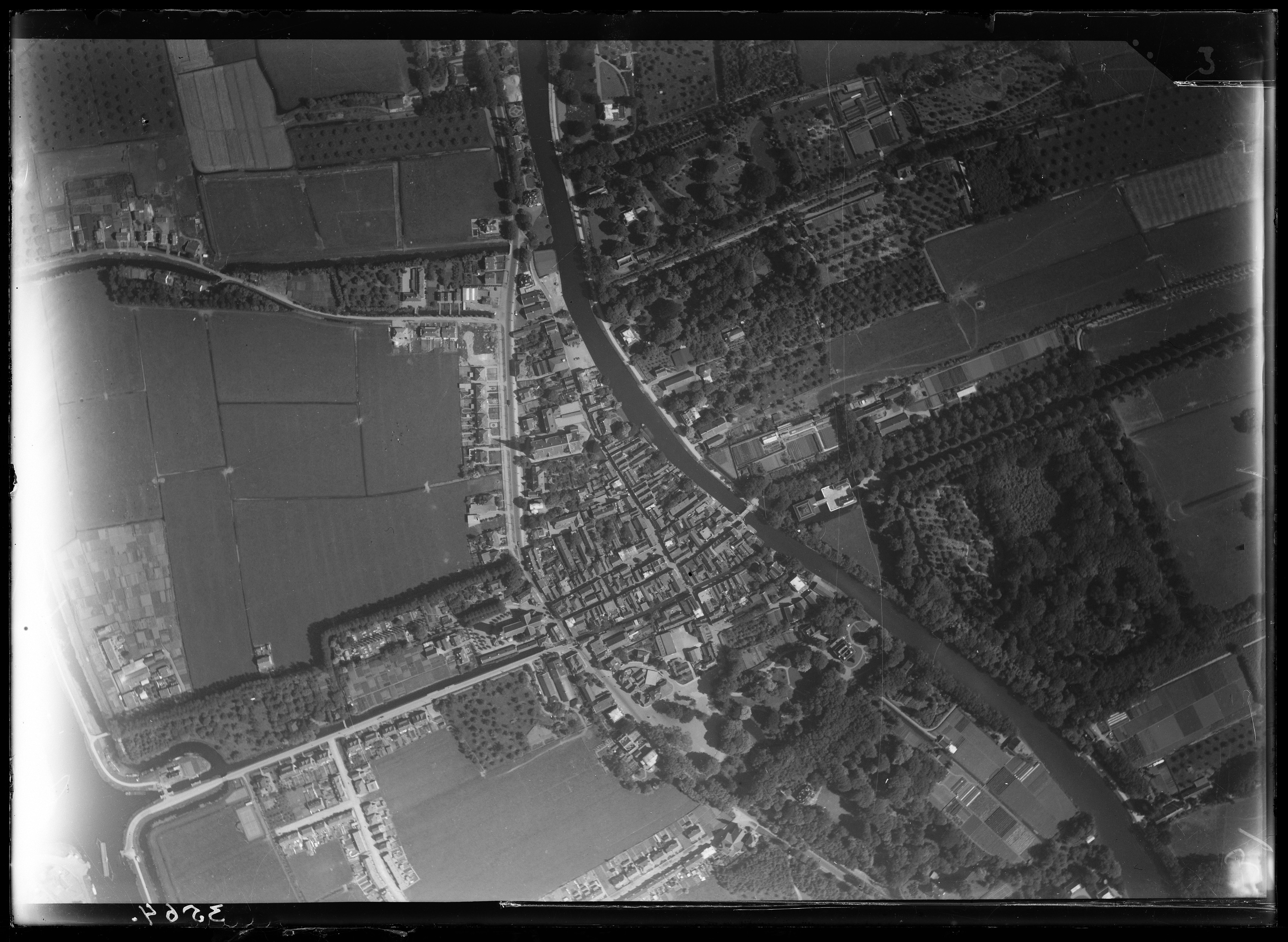
Luchtfoto van Breukelen voor de Tweede Wereldoorlog (tussen 1920 en 1940).

Breukelen (uitspraakⓘ) is een dorp in de gemeente Stichtse Vecht in de Nederlandse provincie Utrecht. Het ligt aan de rivier de Vecht en het Amsterdam-Rijnkanaal. Breukelen was tot 1 januari 2011 een zelfstandige gemeente. Nadien fuseerde het met Loenen aan de Vecht en Maarssen, tot de gemeente Stichtse Vecht. Het dorp Breukelen heeft 10.780 inwoners (2023).

## Geschiedenis
Tot de vroege middeleeuwen was de Vechtstreek nauwelijks bewoond. Door de uitgestrekte veenmoerassen was het gebied ongeschikt voor bewoning door de vroege mens. De oudste sporen van kleine nederzettingen en landbouw in de Vechtstreek zijn gevonden op de oeverwallen en stammen uit de IJzertijd (ca. 800-50 v. Chr.). Algemeen wordt aangenomen dat de vroegmiddeleeuwse nederzetting Attingahem de voorloper is van Breukelen en deel uitmaakte van de pagus (gouw) Niftarlake, wat weer behoorde tot het toenmalige Frisia. De splitsing van de Vecht met de Danne speelt een belangrijke rol in de geschiedenis van Breukelen. De prediker Bonifatius zou in Attingahem rond 720 een houten kerkje gewijd aan Sint-Pieter, hebben gesticht. Attingahem is vernoemd naar de Friese edelman Wursing die de bijnaam Atte had, ook wel Ado, en leefde rond 700. Wursing was een tijdgenoot en bekende van de Friese koning Radbod. De naam Attingahem is een samenstelling van atte en heem: huis/erf van Atte.
In Breukelen stonden er achtereenvolgens drie stenen kerkgebouwen. De oudste delen van het huidige stenen gebouw (koor en transept) dateren uit de 15de eeuw en zijn over de fundamenten van de tweede stenen kerk heen gebouwd. De familie van Atto bouwde een versterkt huis dat Breukelerhof heette. Deze naam ging later over op het dorp. In 953 kwam het gebied, dat intussen in handen van de Duitse koning was overgegaan, onder bestuur van de bisschop van Utrecht.
In de 12e eeuw werd een tolbrug over de Vecht gelegd, die Breukelen-Nijenrode en Breukelen-Sint Pieters met elkaar verbond. 
Breukelen ontving in 1265 stadsrechten van bisschop Hendrik van Vianden, de toenmalige bisschop van Utrecht.  Hoewel specifieke documentatie over deze toekenning beperkt is, past het binnen het patroon van de bisschop om in die periode stadsrechten te verlenen aan strategisch gelegen nederzettingen langs de Vecht, zoals ook Vreeland in hetzelfde jaar.  Deze rechten gaven de inwoners onder andere het recht op eigen rechtspraak, het houden van markten en het bouwen van verdedigingswerken.  Door stadsrechten te verlenen, versterkte de bisschop zijn invloed in de regio en bevorderde hij de economische en bestuurlijke ontwikkeling van deze gebieden. 
Het verkrijgen van stadsrechten betekende voor Breukelen een belangrijke stap in haar ontwikkeling als regionale kern.  Het bood de inwoners meer autonomie en stimuleerde de groei van handel en ambacht.
In 1488 leed de stad veel in de oorlog tussen het Sticht Utrecht en aartshertog Maximiliaan I van Oostenrijk. 
De stadsmuur van Breukelen werd rond 1550 afgebroken, wat leidde tot het verlies van de stadsrechten in 1560.
In 1672 leed het dorp wederom bij de strijd tussen de Staten van Holland tegen Lodewijk XIV van Frankrijk. 
In de 16e en 17e eeuw werden langs de Vecht (met parallel eraan het Zandpad) veel buitenplaatsen gebouwd, waaronder Gunterstein (aan het Zandpad), Queekhoven, Vechtvliet, en Boom en Bosch, destijds eigendom van Engel de Ruyter, zoon van Michiel de Ruyter, en dit was het gemeentehuis van Breukelen.
Het stadsdeel Brooklyn van de Amerikaanse stad New York is naar Breukelen genoemd. Destijds heette het Breuckelen.
Bij station Breukelen staat de Kortrijkse Molen, een poldermolen uit 1696.

## Fotogalerij

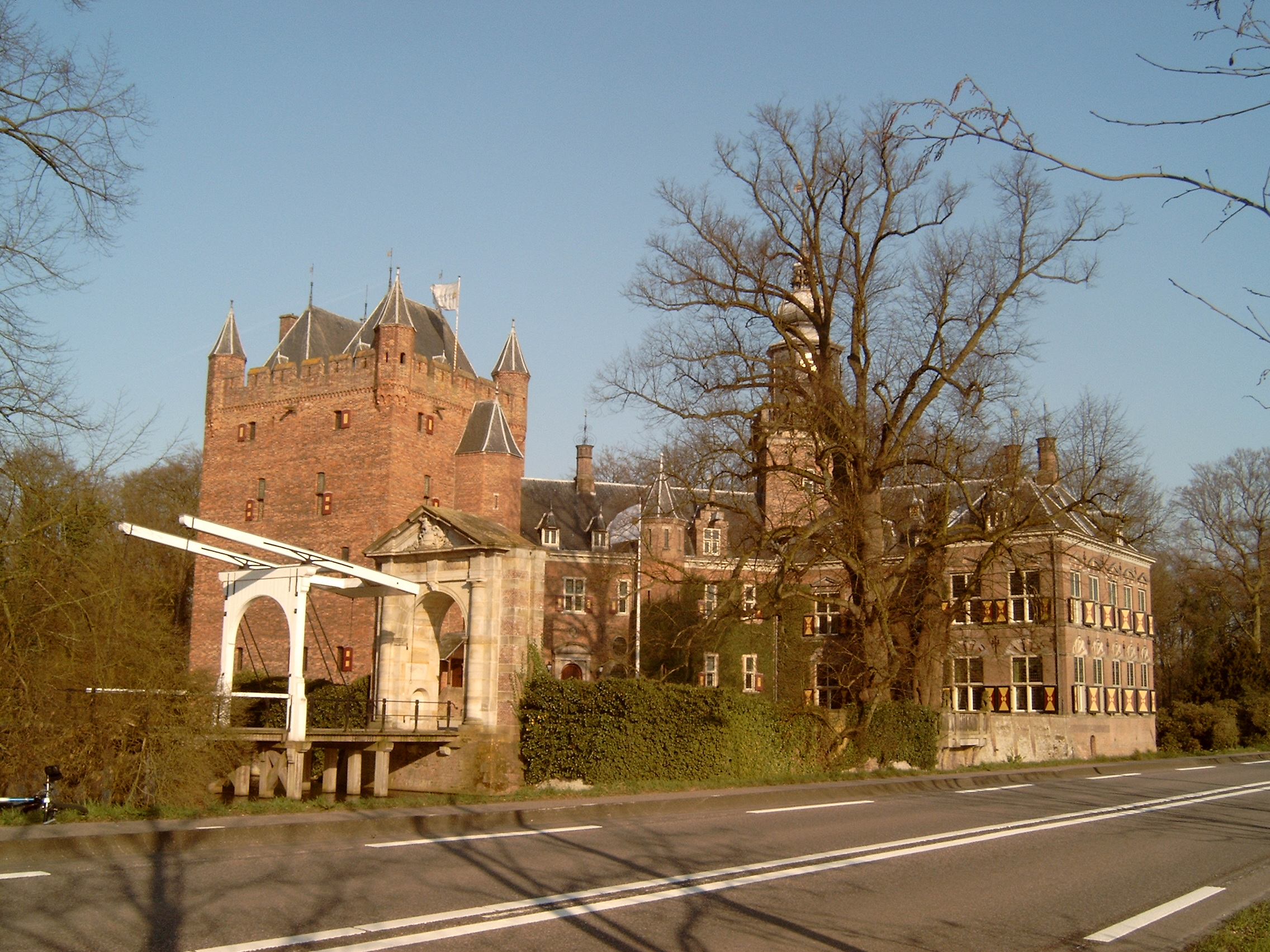
Breukelen, kasteel/universiteit Nijenrode
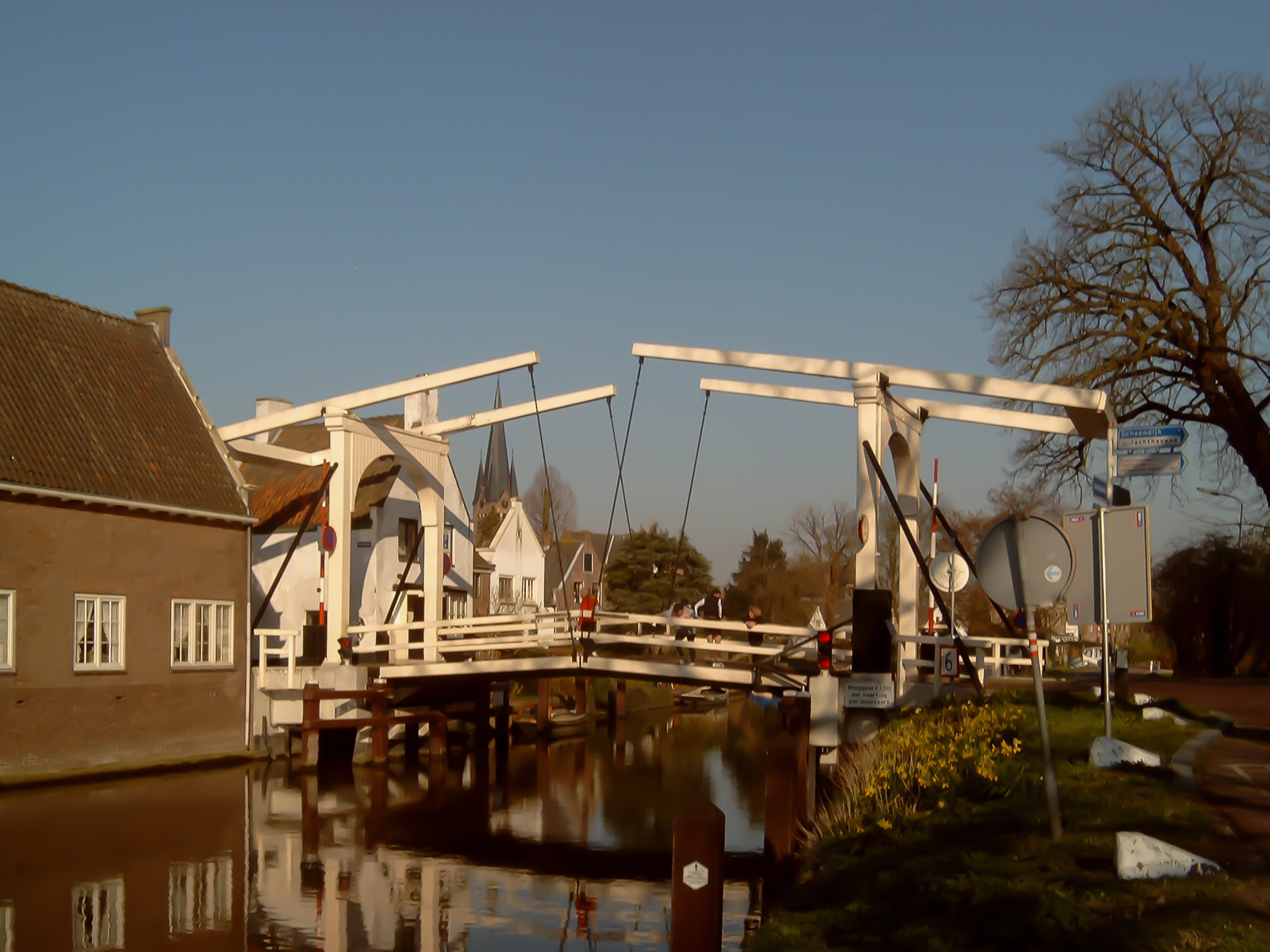
Breukelen, ophaalbrug bij de Vecht
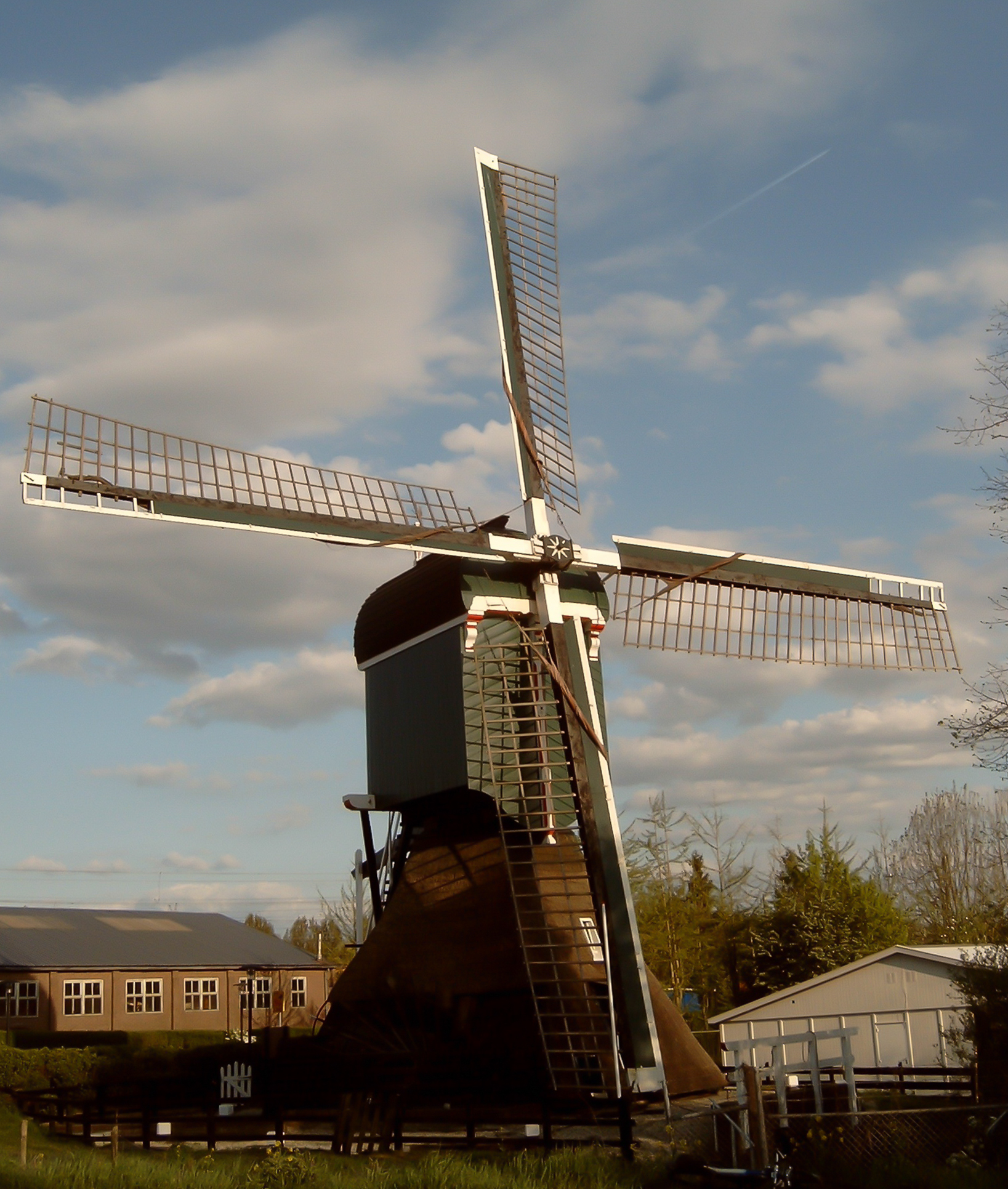
Breukelen, molen

## Bestuurlijke indeling

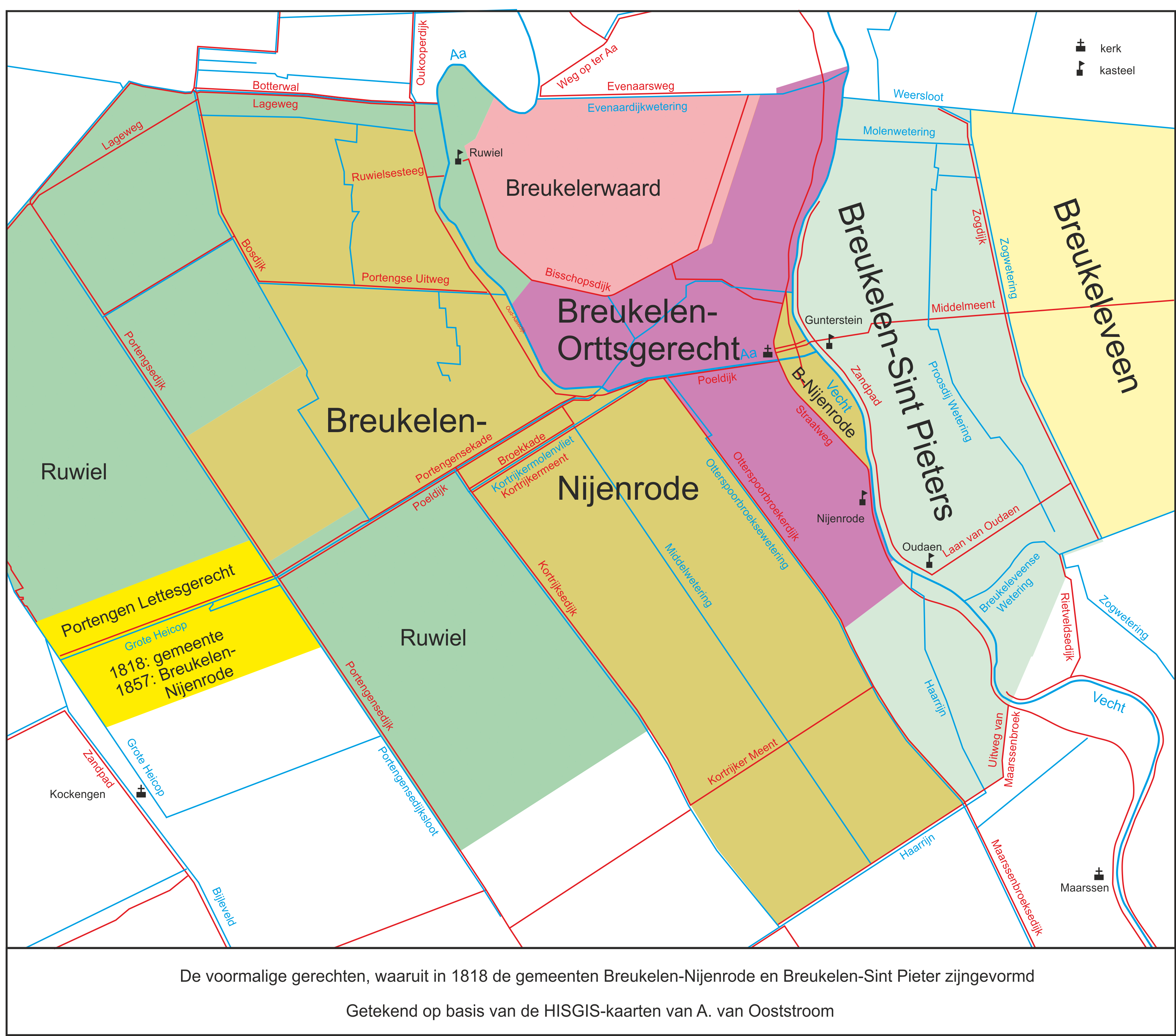

Tijdens de Republiek der Zeven Verenigde Nederlanden was de organisatie van het bestuur vrijwel niet veranderd. De latere gemeente Breukelen was verdeeld in een aantal gerechten, waarvan de meeste in particuliere handen waren. Na de instelling van de Bataafse Republiek in 1795 kwam het in 1798 tot een grote reorganisatie op plaatselijk niveau. Er werd een gemeente Breukelen gevormd uit elf gerechten: Breukelen-Orttsgerecht, Breukelen-Nijenrode, Breukelen-Sint Pieters, Breukeleveen, Breukelerwaard, Ruwiel, Loefsgerecht van Ruwiel, Gieltjesdorp, Het Noordeinde van Portengen, Het Zuideinde van Portengen en Vijfhoeven. Omdat de ingrijpende veranderingen niet werkbaar bleken, werd de oude situatie in 1801 hersteld. Nadat in 1810 Nederland was ingelijfd bij Frankrijk, werd er op 1 januari 1812 opnieuw een herindeling doorgevoerd. Er werd weer een gemeente Breukelen gevormd, nu uit tien voormalige gerechten. Nieuw was de toetreding van Laagnieuwkoop. Breukeleveen werd dit keer bij Tienhoven en Breukelerwaard bij Loenen gevoegd. Reeds op 1 januari 1818 kwam er een eind aan de gemeente Breukelen. Er werden vijf nieuwe gemeentes gevormd:
- Breukelen-Nijenrode met de voormalige gerechten Breukelen-Orttsgerecht en Breukelen-Nijenrode.
- Breukelen-Sint Pieters met Breukeleveen en Breukelen Sint Pieters
- Ruwiel met Breukelerwaard en Ruwiel
- Laagnieuwkoop met Gieltjesdorp, Vijfhoeven, Loefsgerecht van Ruwiel, Zuideinde van Portengen en Laagnieuwkoop
- Portengen met Noordeinde van Portengen

Op 8 september 1857 werd Portengen bij Breukelen-Nijenrode gevoegd. Op 1 januari 1949 werden Breukelen-Nijenrode en Breukelen-Sint Pieters samengevoegd tot Breukelen. Op 1 april 1964 werd de gemeente Ruwiel ingelijfd en op 1 januari 1989 de gemeente Kockengen. Op 1 januari 2011 ging Breukelen op in de gemeente Stichtse Vecht.
Literatuur:
- Ad van der Meer, Repertorium van Nederlandse gemeenten vanaf 1812 (2011)
- W.A.G. Perks, Geschiedenis van de gemeentegrenzen in de provincie Utrecht (z.j.)

De voormalige gemeente telde in 1840 nog slechts 901 inwoners, twintig jaar later telde het 1207 inwoners en op 1 januari 2010 14.610 inwoners en had een oppervlakte van 48,65 km². Tot de gemeente behoorden de buurtschappen Breukelerwaard, Portengen, Portengense Brug, Scheendijk en de dorpen Kockengen en Nieuwer Ter Aa.

## Onderwijs
Buiten de dorpskern van Breukelen ligt kasteel Nijenrode waar de Nyenrode Business Universiteit is gevestigd. Tevens heeft Breukelen drie scholen voor voortgezet onderwijs: RSG Broklede (havo/vwo), Broeckland College (vmbo/bkgt) en particuliere school Vecht-College (mavo/havo/vwo)

## Sport en recreatie
- De plaatselijke voetbalvereniging is FC Breukelen.
- Breukelen is gelegen aan de Europese wandelroute E11, ter plaatse ook wel Marskramerpad geheten. De route komt vanaf Woerdense Verlaat, loopt door het centrum en vervolgt via de Fort bij Tienhoven en de Loosdrechtse Plassen richting Tienhoven.
- In Breukelen bevindt zich het subtropisch zwemcomplex 'Het Kikkerfort'.
- De plaatselijke handbalvereniging is HV Nijenrodes.
- De lokale scouting is scouting Niftarlake.
- De tennisvereniging is LTV Breukelen, opgericht in 1965

## Geboren in Breukelen
- Wursing[7] (ca. 700) ook bekend als Ado en Atte, Friese edelman[8]
- P.N. van Eyck (1887-1954), dichter, hoogleraar
- Henk van der Grift (1935), schaatser
- Pieter Oussoren (1943), predikant en (Bijbel)vertaler
- Rutger Hauer (1944-2019), acteur
- Dorine Niezing (1969), actrice en toneelregisseur
- Evelien de Bruijn (1974), radio- en televisiepresentatrice
- Martin van den Kerkhof (1983), voetbalscheidsrechter
- Nina Kessler (1988), wielrenster
- Charris Rozemalen (1991), handbalster

## Woonachtig (geweest)
- Wynfreth, later Sint-Bonifatius, prediker/aartsbisschop[9]
- Ron Brandsteder, presentator
- Ria Valk, zangeres
- Paul van Vliet, conferencier

## Overleden in Breukelen
- Dudok de Wit (1843-1913), wandelaar en filantroop
- Rita Reys (1924-2013), jazzzangeres
- Laurens van Rooyen (1935-2024), pianist en componist
- Elly van Stekelenburg (1901-1984), actrice
- Wilhem Herman Daniël Quarles van Ufford (1929-2017), bestuurder

## Millennium Gemeente
Breukelen was een Millennium Gemeente.